# 伊尼亞卡島
伊尼亞卡島是東非國家莫桑比克的島嶼，由馬普托省負責管轄，位於首都馬普托以東32公里，長12公里、寬7公里，面積52平方公里，最高點海拔高度104米。

## 外部連結
- Destination Mozambique （页面存档备份，存于）

26°01′S 32°57′E / 26.017°S 32.950°E